# Дріади

Евелін де Морган. «Дріада», 1885 р., Морган центр, Лондон.

Дріа́ди (грец. δρυάδος, від грец. δρΰς — дерево, дуб) — німфи, покровительки дерев; прихильні до людей, які саджають і плекають дерева.